# Маловишерское городское поселение
Маловишерское городское поселение — муниципальное образование в Маловишерском муниципальном районе Новгородской области России.
Административный центр — город Малая Вишера.

## География
Территория городского поселения расположена в северной части Новгородской области. По территории муниципального образования протекает река Малая Вишерка.

## История
Маловишерское городское поселение было образовано в соответствии с законом Новгородской области от 11 ноября 2005 года № 559-ОЗ.

## Население
| 2010    | 2012    | 2013    | 2014    | 2015    | 2016    | 2017    |
| ------- | ------- | ------- | ------- | ------- | ------- | ------- |
| 12 654  | ↘12 322 | ↘12 174 | ↘11 963 | ↘11 776 | ↘11 471 | ↘11 186 |
| 2018    | 2019    | 2020    | 2021    |         |         |         |
| ↘10 766 | ↘10 532 | ↘10 414 | ↘10 091 |         |         |         |

## Состав городского поселения
| № | Населённый пункт | Тип населённого пункта        | Население |
| - | ---------------- | ----------------------------- | --------- |
| 1 | Глутно           | деревня                       | 117       |
| 2 | Малая Вишера     | город, административный центр | ↘9996     |
| 3 | Некрасово        | деревня                       | 0         |
| 4 | Поддубье         | деревня                       | 4         |
| 5 | Подмошье         | деревня                       | 10        |
| 6 | Пруды            | деревня                       | 0         |
| 7 | Пустая Вишерка   | деревня                       | 17        |
| 8 | Селищи           | деревня                       | 45        |

## Транспорт
По территории городского поселения проходят пути главного хода Октябрьской железной дороги, есть железнодорожная станция Малая Вишера.